# Nyland (commune de Kramfors)
Nyland est une localité de la commune de Kramfors dans le comté de Västernorrland en Suède.
Sa population était de 839 habitants en 2019.